# Головин
Голови́н — село в Україні, у Рівненському районі Рівненської області. Центр Головинської сільської громади. Населення становить 871 мешканець.

## Географічне положення села
Село Головин розташоване на Волино-Подільській плиті, на Турійсько-Костопільській денудаційній рівнині. Його координати 26.31 сх.д. і 50.89 пн.ш.

## Символи
Рішенням сесії Головинської сільської ради № 107 від 30 грудня 2003 року затверджено символи села Головин. Герб села Головин: у синьому полі перекинуте золоте вістря, обабіч якого виходять по два золоті базальтові стовпи, на золотому полі — зелений листок дуба. Базальтові стовпи вказують на остновне природне багатство, дубовий листок — на щедрі дубові гаї. Синій колір уособлює річку Горинь. Прапор села Головин: квадратне полотнище, з верхніх кутів до середини нижнього краю йде золотий клин, у центрі якого розміщено зеленого дубового листка, обабіч клину два синіх трикутники. Автори проектів: Ю.Терлецький, М.Омельчук, В.Бачук.

## Історія

#### Походження назви
Щодо походження назви «Головин» існує декілька легенд. Одна з найвірогідніших говорить, що у XV столітті, у період польсько-литовського панування, князь Свидригайло був змушений зректися великокнязівської влади. В його власності залишились українські землі на Волині та Поділлі. До участі в управлінні своїми володіннями князь залучив і місцевих бояр, роздавав їм «жалувані» грамоти і маєтки. Бояри організували на території сучасного села фільваркове господарство, яке стало для навколишніх дворищ головним місцем відбуття панщини та збору податків. Звідси й назва — головне місце. Якщо ж вірити іншій легенді виникнення назви села пов'язане з нападами монголо-татарської орди за часів Київської Русі. Під час одного з наступів, коли чужинці захопили Київ і прямували до Галицько-Волинської землі, назустріч їм виступило руське військо. Воїни, почувши про наближення ворогів до річки Горинь, переправились на правий берег на тому місці, де зараз розташоване село Злазне. Неподалік від нашої місцевості відбулася вирішальна, «головна» битва. Звідси і назва — Головин.

#### Історія села
Точна дата заснування села Головин невідома. Ці землі були заселені ще з давнини. Про це свідчать знахідки римських монет в селі Головин та навколишніх селах. Дослідники вважають, що у І — V ст. н. е. тут проживали представники черняхівської культури (праслов'яни), які підтримували економічні, політичні та культурні відносини з Римською імперією. З архівних даних відомо, що у 1502 році польський король Олександр надає маєток Головин з хуторами у користування луцькому старості Семенові Юрійовичу з Гольшан, який побудував тут замок. Пізніше Головин перейшов у власність князів Острозьких. У 1715 році тут мешкало 530 жителів, а село належало Чарторийським.
З історичних документів відомо, що у 1753 році постановою так званої Кульбишівської угоди село отримав у власність князь Юзеф Любомирський, який продав його графу Ворцелю. У 1789 році в селі було збудовано дерев'яну церкву. В 1874 році відкрито церковно-приходську школу. В другій половині XIX ст. землі належали так званому «Удельному відомству». В селі налічувалося 157 дворів і проживало 927 жителів. За Ризьким мирним договором 1921 року ці території потрапили під владу Польщі, а у вересні 1939 року окуповані Радянським Союзом. В кінці червня 1941 року в село прийшли німецькі війська. З цього часу по 1944 рік землі були окуповані німцями. В січні 1944 року біля села йшли бої, які тривали два тижні. Червона армія наступала на укріплені ворожі позиції. Відступаючи, нацисти спалили дві церкви, майже всі будинки. За роки війни 58 односельчан були призвані на службу в окупаційне радянське військо, 27 з них загинули на фронтах. В селі діяли активісти УПА. На сільському кладовищі похоронений сотник УПА «Вихор-Завірюха» Роман Карлович Кернтопф.

#### Історія колгоспу
У 1949 році почалась колективізація. Так на території Іваницької сільської ради, до якої входило село Головин, утворилося два колгоспи "30 років ВЛКСМ "(с. Іваничі) та «30 років УРСР» (с. Берестовець), які 28 грудня 1950 року об'єдналися в один — «Імені Леніна». Колгосп очолив Пшеничний, а пізніше — Ніколаєв Федір Іванович. До кінця 1950 року все населення села змусили вступити до колективного господарства. На той час в селі налічувалось 511 дворів і проживало 1745 громадян. У 1952 році колгосп «Імені Леніна» роз'єднали на два господарства: «Колгосп імені Леніна» (с. Іваничі, с. Садки), який очолив Огородній Василь Степанович та колгосп «Імені Шевченка» (с. Головин, с. Берестовець), який очолила Коваль Марія Федорівна. У березні 1959 року ці господарства знову були об'єднані у колгосп «Імені Леніна», який у 1962 році було перейменовано на «Маяк». Протягом наступних років колгосп очолювали: Коваль Петро Павлович, Пічка Григорій Іванович, Бондарчук Микола Прокопович, Савонов Валерій Васильович, Крока Леонід Анатолійович, Юрим Микола Кузьмович.

#### Легенди походження урочищ
Село та його околиці поділені на місцевості: Кургани, Оселиця, Пасічки, Блукаловщина, Борок, Хистища, Байків Мох, Черень, Дворище, Смолярня, Вузьке, Широке, Остальчики, Могили, Янова Долина, Лісок.
Пасічки. До війни в селі жив дід Трохим, у нього була найбільша пасіка , 50 вуликів. На літо він вивозив всі вулики в ліс на галявину, де сам посадив липи і сіяв гречку. Це місце в лісі назвали — Пасічки.
Блукаловщина. Одного разу дівчата пасли корів в лісі. Переганяючи худобу через Чортове болото, де було багато ям і водилися змії, побачили, що зникла їх подружка Аля. Її довго шукали, але так і не знайшли. Та восени Аля знайшлася. Вона була схожа на русалку з великими блукаючими очима. З тих пір місце, де заблудилась дівчина, почали називати Блукаловщина.
Хистища. Перед Другою світовою війною на цьому місці була галявина, де хлопці грали у футбол. Також тут було місце для стрибків у висоту і довжину, мішені для стрільби. Кожен міг показати свій хист.
Борок. Колись тут ріс високий ліс — бір, потім його вирубали і він став малим, тому — борок. Зараз через це місце протікає річка Боркова.
Байків Мох. Колись, ще до революції, у лісі жив лісник, якого звали Панько. Він був лісником, але манерами і способом життя схожий на пана. То й називали його часто «пан лісник». Біля його обійстя росло багато моху. Люди називали це місце — Паньків Мох, а дехто Байків Мох. Однак, прижилася друга назва — Байків Мох, тобто, такий як байка (тканина).
Черень. З давніх-давен, це урочище славилося високими врожаями, бо земля була дуже родюча — чорнозем.
Дворище. За панської Польщі тут була сільська вулиця з великими дворами.
Вузьке, Широке. В часи, коли земля була поділена, селяни отримали наділи вузькі і широкі, у залежності від родючості землі.
Остальчики. Територія де перед Другою світовою війною закінчувалось село.
Лісок. В давнину на цій місцевості ріс високий хвойний ліс.

## Населення
Згідно з переписом УРСР 1989 року чисельність наявного населення села становила 957 осіб, з яких 435 чоловіків та 522 жінки.
За переписом населення України 2001 року в селі мешкало 999 осіб.

### Мова
Розподіл населення за рідною мовою за даними перепису 2001 року:
| Мова       | Відсоток |
| ---------- | -------- |
| українська | 99,70 %  |
| російська  | 0,30 %   |

## Пам'ятні місця
Урочище Могили — місце загибелі воїнів УПА.
Хрест — символ пам'яті знаходиться в урочищі Янова Долина. Тут 23 квітня 1943 року були розстріляні сім'ї поляків, які проживали в Головині та навколишніх селах. Майже дві сотні імен на гранітних плитах, більшість із них — старі, жінки, діти.
Пам'ятник біля урочища Янова Долина радянським військовополоненим, закатованим фашистами в Івано-Долинському таборі. Майже 100 чоловік були вбиті ворогом.
У селі Головин на вулиці Василя Прищепи розташований обеліск Пам'яті односельчанам, які загинули на фронтах Другої світової війни. Невідомий солдат з каскою в руці і опущеним автоматом схилив голову перед полеглими побратимами. На плитах біля постаменту вказано імена захисників краю. Пам'ятник був встановлений на подвір'ї старої школи, а у 2000 році перенесений до нового приміщення Головинської ЗОШ.
Ще однією пам'яткою культури та архітектури села є Свято-Михайлівська православна церква Київського патріархату. В 1992 році її побудовано на тому ж місці, де з 1789 року стояв старий дерев'яний храм, який був спалений німецькими фашистами у роки Великої Вітчизняної війни.

## Історія школи
В 1874 році в селі Головин було відкрито церковно-приходську школу. Навчання велося старослов'янською мовою. Вчителював дяк із села Іваничі. У 1942 році село було спалене фашистами і до закінчення війни навчання не проводилось.
В післявоєнний період приміщення для школи не було. Заняття проводились у сільських хатах, зокрема, в Андрущика Сергія, Журавля Миколи та Соболевських. В одній кімнаті жила сім'я, а в другій проходило навчання. Разом навчались учні молодшого і старшого класів. Підручників не вистачало, одна книжка була на трьох-чотирьох учнів. Діти писали перами. Чорнила виготовляли з жита, пізніше на ринку можна було купити чорнильний порошок. Книжки та зошити носили в торбині, пошитій з домотканого полотна, пофарбованого у відварі вільхової кори, або в фанерному ящичку. Учні здобували трьохрічну, а пізніше — чотирьохрічну освіту. Вчителями в той період були — Мосійчук Євдокія, Максимчук Яким, Вдовиченко Єва, Годун Ольга.
У 1947 році в село Головин приїхала за направлення з Житомирської області вчитель початкових класів Ковальчук Юлія Миколаївна. У 1949 році школа була реорганізована в семирічну. Приміщення школи являло собою дерев'яну споруду, складену з розвалених хат, які пустували на хуторах. У школі було дуже холодно. Грубки топили торфобрикетом. Світла не було. У класах підвішували по дві гасові лампи, і так проводились заняття. Вчителями на той час працювали — Жданюк Людмила Олександрівна, Трохимчик Ганна Трохимівна, Марчук Валентина Степанівна, Дідківська Надія Дмитрівна, Зінченко Любов Маркіянівна, Бандура Петро Устимович, Швець Олександра Євгеніна, Троян Олександра Федорівна.
З 1951 по 1986 р. вчителем початкових класів працювала Левицька Наталія Петрівна, яка за направленням приїхала з Полтавської області, після закінчення Великосорочинського педагогічного училища.
Директорами школи в ті роки працювали — Марчук Петро Сільвестрович, Жданюк Микола Радіонович, Пішко Андрій Павлович (1955—1957рр), Рафальський Адольф Володимирович (1957—1959рр), Жук Ростислав Захарович (1959—1984рр). У 1960 р в Головинську восьмирічну школу (у 1960 році школа стала восьмирічною) на посаду вчителя французької мови була направлена Жук (Діденко) Валентина Аврамівна.
На той час в школі працювали вчителі: Царюк Галина Йосипівна, Олексійчук Лідія Михайлівна, Лісова Ганна Федорівна, Лісовий Леонід Лаврентійович, Литвин Христина Іванівна, Лисюк Юлія Миколаївна, Гордійчук Микола Васильович, Гордійчук Олена Петрівна. З 1963 року в школі працювали Серган Лідія Петрівна, Ільчук Євгенія Іванівна, Грохальська Валентина Андріївна. Педагогічний колектив часто змінювався, одні прибували інші від'їжджали і шукали роботу у містах.
У 70-ті роки школу добудували. Вона мала два корпуси. Основний корпус був розміщений у формі літери «Г». В школі було сім навчальних класів, учительська, кабінет директора, їдальня, бібліотека. В другому корпусі знаходилась майстерня, фізкабінет і класна кімната для восьмого класу. На шкільному подвір'ї був розташований географічний майданчик, неподалік — спортивний. Біля школи стояв будинок, де проживали вчительські сім'ї Жуків та Царюків.
В 1972 році на роботу в школу села Головин було направлено семеро вчителів, які закінчили на той час педагогічне училище, технікум, або інститут. Варжель Ганна Філаретівна, Крока Марія Степанівна, Чикун Галина Володимирівна створивши сім'ї, і зараз проживають у селі Головин. Крока Марія Степанівна працює в школі і донині.
В школі функціонувала група продовженого дня, табір праці та відпочинку. Двічі на рік, у лютому і жовтні, надавалися послуги стоматолога.
У 1984 році було відкрито нове двохповерхове приміщення школи, збудоване за кошти колективного сільськогосподарського підприємства «Маяк».
Першими випускниками середньої школи в 1990 році були — Демушик Оксана, Кошка Олеся, Крищук Сергій, Літвін Віталій, Максимчук Сергій, Михнич Микола, Михнич Михайло, Настін Наталія, Салій Олена, Ткач Олександр, Ярмольчук Оксана, Ярощук Оксана. Класними керівниками у них були Крока Марія Степанівна та Новак Микола Сергійович. Нині функціонуючий навчальний заклад має актову та спортивну зали, комп'ютерний клас, краєзнавчий музей, майстерню та їдальню, навчальні кабінети.
Чимало випускників після закінчення навчальних закладів повернулись вчителями і працюють донині — це Варжель Сергій Григорович, Васевич Наталія Олександрівна, Чикун Тетяна Олександрівна, Чикун Неля Миколаївна, Буржинська Тетяна Володимирівна, Дублевська Світлана Олександрівна, Андрущик Олександр Іванович, Юрчик Лілія Володимирівна, Ластовецька Тетяна Анатоліївна, Васевич Валентина Петрівна.
З 1985 року директором школи є Гаврилюк Василь Іванович.
За час існування школа випустила 1 205 учнів, зокрема із золотою медаллю — 12 , із срівною — 4. Серед них є чимало відомих людей які працюють у багатьох галузях промисловості, народного господарства, освіти, медицини.

## Народні умільці
Село Головин відоме народними умільцями, майстрами декоративно-прикладного та декоративно-утжиткового мистецтва: Андрущик Ніна Леонтіївна, Пиптик Петро Миколайович, Демчук Володимир Макарович, Никончук Євгенія Флорівна, Остапчук Наталія Миколаївна та інші. Майстрами поетичного слова є Демчук Алла Володимирівна, Боровець Галина Василівна, Яцишина Ганна Степанівна. Відомі особистості пов'язані з історією села. Корнійчук Микола Павлович — композитор, педагог, виконавець, декан музично-педагогічного факультету Рівненського державного гуманітарного університету, заслужений працівник культури, академік УААН. Микола Петрович народився 5 червня 1947 року в місті Костопіль. В післявоєнний час сім'я Корнійчуків переїхала в село Головин, де Микола навчався в сільській школі. В своїх творах він оспівує красу і велич краю в якому виріс.
Ростислав Володимирович Ягнич — майстер поетичного слова. В його доробку кілька збірок поетичних та прозовиж творів: "До дідуся в гості ", «До вас я руки простягаю», «Село — моя любов, моя печаль». Ростислав Володимирович народився в селі Головин, зараз проживає в селі Старий Берестовець.
Микола Сергійович Новак — лауреат першого конкурсу «Вчитель року» на Рівненщині, керівник обласного клубу вчителів історії, делегат І з' їзду педагогічних працівників України, відмінник народної освіти України, удостоєний звання «Вчитель-методист». Микола Сергійович працював в Головинській ЗОШ. Ще й досі згадують колишні учні вчителя та цікаві уроки історії. Після закінчення педагогічної діяльності, Микола Сергійович спробував себе в поетичній майстерності. Його збірки: "Любов, влада і революція ", «Селянський бізнес», «Почуй, Боже, мою молитву».

## Головин сьогодні
Село Головин є центром Головинської сільської ради, налічує 319 дворів, де проживають 970 жителів. На території села знаходиться сільська рада, відділення зв'язку, загальноосвітня школа І-ІІІ ступенів, дитячий садок, Свято- Михайлівська православна церква, сільський будинок культури, публічно- шкільна бібліотека, п'ять продуктових магазинів, два — промтоварних, приватні підприємства по обробці базальту та граніту.

## Список використаної літератури
1. Архівна документація Головинської сільської ради.
2. Король В. Ю. Історія України. — К.: Видавничий центр «Академія» , 1999.
3. Тхор В. І. Історія нашого краю. — Рівне.: ППФ «Волинські обереги» , 2001.
4. Цинкановський О. П. Стара Волинь і Волинське Поділля. -К.:"Шкільний світ", 2001.
Довідку підготувала бібліотекар Головинської ПШБ Сівук Світлана Дмитрівна.